# BEST FRIENDS!
BEST FRIENDS!는 2018년에 결성된 일본의 음악 그룹이다. 애니메이션 및 아케이드 게임 《아이카츠 프렌즈!》의 주제가 및 삽입곡을 담당하고 있다. 선배그룹:STAR☆ANIS와 AIKATSU☆STARS!이다. 전임:아이 엠 스타!&아이카츠 스타즈!.음반회사:란티스

## 멤버

### 쿨&섹시&팝&쿨
- 시라유리사쿠야(성우:사유마 에미리)-리플렉트문.브랜드:루나웟치
- 쵸노마이카(성우:미야마 카렌)-허니캣.브랜드:댄싱미라쥬
- 히나타에마(성우:니노미야 유이)-허니캣.브랜드:컬러풀셰이크
- 시라유리카구야(성우:쿠와하라 유우키)-리플렉트문.브랜드:문메이든

### 큐트&쿨&큐트&섹시&팝&큐트&쿨&섹시
- 마나미마린(성우:타나카 아이미)-베이비파이레츠.브랜드:앤틱세일러
- 신카이린나(성우:키토 아카리)-베이비파이레츠.브랜드:실키오션
- 미나토미오(성우:키도 이부키)-퓨어팔레트.브랜드:마테리얼컬러
- 카미시로카렌(성우:타도코로 아즈사)-러브미티어.브랜드:클래시컬앙쥬
- 아스카미라이(성우:오오하시 아야카)-러브미티어.브랜드:밀키조커
- 유우키아이네(성우:마츠나가 아카네)-퓨어팔레트,브랜드:슈가멜로디
- 알리시아샤롯(성우:오오니시 사오리)- 프렌즈활동중단.브랜드:글로리어스스노우
- 텐쇼히비키(성우:히카사 요코)-아이카츠아티스트.브랜드:헤븐리퍼퓸
- 하루카제 와카바(성우:逢来りん)-성우는 준비중

## 같이 보기
- STAR☆ANIS
- AIKATSU☆STARS!
- STARRY PLANET☆